# Flug der Dämonen
Flug der Dämonen (Lot demonów) – stalowy rollercoaster typu Wing Coaster zbudowany przez przedsiębiorstwo Bolliger & Mabillard w parku Heide Park Resort w Soltau, w Niemczech.

## Historia
Pierwsze oznaki nadchodzącej atrakcji pojawiły się, gdy w 2012 roku zburzono wodną atrakcję Wildwasserbahn II, a na jej miejscu postawiono tablicę mówiącą: „Jest wielki. Jest szybki. Nadchodzi. Coraz bliżej i bliżej i bliżej. Niemiecka premiera w 2014 roku. Tu, w Heide-Parku!”.
19 sierpnia 2013 roku, w dzień 35. rocznicy otwarcia parku, Heide-Park przedstawił wszystkie szczegóły nowej atrakcji, łącznie ze specyfikacją techniczną, na stronie internetowej specjalnie stworzonej na tę okazję.
W maju 2013 odlano betonowe fundamenty pod podpory, a w czerwcu postawiono budynek stacji.
18 września 2013, po ośmiu tygodniach pracy, zakończono budowę, a w październiku dostarczono pociągi.
Podczas Nocy Halloween ogłoszono, że motywem przewodnim kolejki będą demony oraz zaprezentowano iluminację całej konstrukcji za pomocą różnokolorowych świateł.
Od początku listopada trwały testy kolejki górskiej. 8 stycznia 2014 ogłoszono nazwę kolejki, która dotąd pozostawała tajemnicą.
Kolejkę oddano do użytku 29 marca 2014 roku.

## Kolejka
Cechą charakterystyczną kolejek typu Wing Coaster jest fakt, iż pociągi nie poruszają się nad lub pod torem, lecz obok niego, sprawiając wrażenie lotu na skrzydle.
Kolejkę obsługują dwa pociągi wykonane z włókna szklanego i stali. Każdy z nich posiada 6 rzędów po 4 miejsca – 2 po lewej stronie oraz 2 po prawej stronie toru. Naraz mogą więc wsiąść do niego 24 osoby. Pociągi są barwy czarno-białej, a grafiki na nich zostały zaprojektowane przez artystę graffiti Markusa Genesiusa.

## Miejsce w rankingach
Kolejka górska Flug der Dämonen zajęła 7. miejsce w rankingu European Star Award dziesięciu najlepszych nowych kolejek górskich w Europie wybudowanych w 2014 roku.